# Leroy Carr
Leroy Carr (* 27. März 1905 in Nashville, Tennessee; † 29. April 1935 in Indianapolis) war ein US-amerikanischer Blues-Pianist und Sänger. Bekannt war er vor allem zusammen mit seinem langjährigen Partner, dem Gitarristen Francis „Scrapper“ Blackwell, mit dem er als Duo auftrat und Aufnahmen machte.

## Leben
Geboren in Nashville, kam Leroy Carr in jungen Jahren nach Indianapolis. Er brachte sich selbst das Klavierspielen bei. Er verließ die Schule, um sich auf der Straße durchzuschlagen. Da die Musik nicht genug einbrachte, musste er die verschiedensten Jobs annehmen. So war er auch beim Zirkus und bei der Armee. Zeitweise war er auch verheiratet.
1928 machten Carr und Blackwell erste Aufnahmen für Vocalion, darunter den Hit How Long, How Long Blues. In den Jahren bis zu Carrs Tod gehörte das Duo zu den populärsten Blues-Interpreten in den Staaten und nahmen zahlreiche Bluesklassiker auf. Neben How Long... zählten noch Alabama Woman Blues, Midnight Hour Blues, Blues Before Sunrise, Hurry Down Sunshine, Shady Lane Blues und viele andere dazu. Carr erlag jedoch den Verlockungen des Alkohols. Seine Alkoholabhängigkeit führte schließlich im April 1935 zu seinem vorzeitigen Tod.
Leroy Carr gilt als der Komponist von über 200 Blues-Titeln, darunter How Long, How Long Blues (später auch von T-Bone Walker sowie von Eric Clapton aufgenommen), We're Gonna Rock You (von Memphis Slim bearbeitet), Naptown Blues (von Wes Montgomery verjazzt), Prison Bound Blues, When The Sun Goes Down, Blues Before Sunrise und viele mehr. Allein für den How Long, How Long Blues führt der All Music Guide 497 Treffer an. Er beeinflusste zahlreiche Blues-Musiker, darunter Größen wie Robert Johnson, Otis Spann und Champion Jack Dupree, um nur einige zu nennen.
1982 wurde Leroy Carr in die Blues Hall of Fame aufgenommen.

## Diskographie
| - 1958 Treasures of North American Negro Music Vol. 1 Fontana - 1962 Blues Before Sunrise Sony Music Distribution mit Scrapper Blackwell und Josh White - 1963 Treasury of Jazz Series No. 32RCA - 1965 RCA Victor Race Series Vol. 2 - 1971 Masters of the Blues Vol. 12 Collector’s Classics - 1973 Singin' the Blues, 1934 Biograph - 1987 Great Piano-Guitar Duets (1929-1935)Old Tramp - 1988 Naptown Blues (1929-1934) Yazoo - 1988 Leroy Carr 1929-1934 Document - 1989 Leroy Carr & Scrapper Blackwell (1930-1958) Story of the Blues - 1990 The Piano Blues 1930-1935 Magpie (UK) - 1992 Complete Recorded Works, Vol. 1 (1928-1929) Document - 1992 Complete Recorded Works, Vol. 2 (1929-1930) Document - 1992 The Piano Blues, Vol. 2 Magpie (UK) - 1993 Leroy Carr And Scrapper Blackwell Story Of Blues - 1994 Complete Recorded Works, Vol. 3 (1930-1932) Document - 1994 Southbound Blues Drive - 1995 Hurry Down Sunshine Indigo | - 1996 Complete Recorded Works, Vol. 4 (1932-1934) Document - 1996 Complete Recorded Works, Vol. 5 (1934) Document - 1996 Complete Recorded Works, Vol. 6 (1934-1935) Document - 1996 Leroy Carr & Black Boy Shine (1934-1937) Document - 1996 Unissued Test Pressings & Alternate Takes (1934-37) Document - 1998 How Long Blues 1928-1935 EPM - 1998 Sloppy Blues Catfish - 1998 American Blues Legend Charly Records - 1999 Sloppy Drunk Catfish - 2000 Leroy Carr & Scrapper Blackwell (1929-1935) Story of the Blues - 2003 The Essential Classic Blues - 2004 Prison Bound Blues Snapper - 2004 Whiskey Is My Habit, Women Is All I Crave: The Best of Leroy Carr Columbia/Legacy - 2005 1934-1937 Document - 2007 Hurry Down Sunshine Cadiz Music - 2008 Vol. 1, 1928-1934: How Long Blues JSP - 2008 How Long How Long Blues Wolf - 2008 Roots n' Blues: Best of Leroy Carr, Vol. 1 - Whiskey Is My Habit Blue Label - 2008 Roots n' Blues: Best of Leroy Carr, Vol. 2 - Good Women Is All I Crave Blue Label | Singles (Auswahl) 1928 How Long How Long Blues - My Own Lonesome Blues Vocalion 1191 Broken Spoke Blues - Tennessee Blues Vocalion 1200 Mean Old Train Blues - Low Down Dirty Blues Vocalion 1214 Truthful Blues - You Got To Reap What You Sow Vocalion 1232 How Long How Long Blues Part 2 - Prison Bound Blues Vocalion 1241 Baby Don't You Love Me No More - Tired Of Your Low Down Ways Vocalion 1261 How Long How Long Blues - Part 3 - You Don't Mean Me No Good Vocalion 1279 1929 How About Me? - Think Of Me Thinking Of You Vocalion 1259 1935 When The Sun Goes Down - Ain't It A Shame Bluebird B5877 Rocks In My Bed - Big Four Blues Bluebird B5915 Bad Luck All The Time - Just A Rag Bluebird B5946 Going Back Home - Six Cold Feet In The Ground Bluebird B5963 |